# Hot Springs (Simbabwe)
Koordinaten: 19° 38′ S, 32° 28′ O
Hot Springs ist ein botanisches Schutzgebiet rund um natürliche Wasserquellen etwa 80 km südlich von Mutare in der Provinz Manicaland in Simbabwe. Es liegt in 604 m Höhe in der Nähe von Nyanyadzi und Chimanimani am Ostufer des Flusses Odzi.  Das Wasser der Quellen soll heilkräftig und medizinisch wirksam sein. Im Jahr 2021 legte der Distriktrat von Chimanimani Prioritäten fest, um die Hotsprings Clinic in Manicaland fertigzustellen, die Tausenden von Menschen nutzen wird, die in der Umgebung leben.

## Infrastruktur
In Hot Springs gibt es eine Grundschule und die Hot Springs Secondary School als weiterführende Schule.
Die Fernstraße A9 durchquert den Ort in Nord-Süd-Richtung.